# Boletus edulis var. clavipes
Cèpe à pied clavé
Espèce
Boletus edulis var. clavipes ou Boletus clavipes, de son nom vernaculaire en français Cèpe à pied clavé, et au Québec, Cèpe des chênes, est une forme, autrefois considérée comme une espèce à part entière, de l'espèce de champignon Boletus edulis du genre Boletus dans la famille des Boletaceae. C'est une variété à réticulations proéminentes, à stipe clavé et à pousse exclusive dans les chênaies-hêtraies de Boletus edulis, le Cèpe de Bordeaux. 

## Taxonomie

### Nom binomial
Boletus edulis var. clavipes Peck (1889)

## Description du Sporophore
Hyménophore : 6-15 cm de diamètre, glabre, souvent un peu alvéolé, 
Cuticule : brun orange, brun-jaune ou beige, parfois avec des taches rougeâtres par endroits.
Hymenium : blanche puis jaune olivacé à maturité, immuable au froissement
Stipe : 8-15 x 2-3 cm, parfois jusqu'à 10 cm d'épaisseur à la base avec l'âge, entièrement orné de réticulations pâles sur fond brunâtre ou ocré, parfois teinté de grisâtre à maturité; ne bleuissant pas à l'ammoniaque
Chair : Chair blanche, immuable à la coupe, à odeur et saveur indistinctes.
Sporée :brun olive
Spores : circulaires et ronds

## Habitat
Amérique du Nord, Côte Est, mais a déjà été retrouvé en Europe, sous les chênes et occasionnel sous les hêtres.

## Saison
fin-juin - septembre

## Comestibilité
Étant de facto un Cèpe de Bordeaux, sa comestibilité est la même ; excellente. Mais la rareté extrême de ce champignon devrait inciter à ne pas le consommer.